# Репное (Краснокутский район)
Репное (нем. Schoendorf) — село в Краснокутском районе Саратовской области, в составе сельского поселения "Ждановское муниципальное образование".

## История
Основано переселенцами из немецкой колонии Побочное в 1855 году как дочерняя колония Шёндорф. Официальное русское название - Жулидовка. Также было известно под русскими названиями Шамиловка. Колония входила в состав Ерусланского колонистского округа (с 1872 года - Верхне-Ерусланской волости) Новоузенского уезда Самарской губернии. Относилась к евангелистскому приходу Шёндорф. В 1864 году образован самостоятельный приход Шёнталь. В селе имелись лютеранская церковь, реформатский молельный дом. В 1871 году открыта земская школа.
В голод 1921 года родились 57 человек, умерли – 214. С 1922 года входило в состав Краснокутского кантона Трудовой коммуны, с 1923 года АССР немцев Поволжья. В 1926 году в селе имелись сельскохозяйственное кредитное товарищество, начальная школа, изба-читальня сельсовет. В годы коллективизации организована МТС.  В 1927 году постановлением ВЦИК "Об изменениях в административном делении Автономной С.С.Р. Немцев Поволжья и о присвоении немецким селениям прежних наименований, существовавших до 1914 года" селу Жулидовка Красно-Кутского кантона присвоено название Шёндорф.
28 августа 1941 года был издан Указ Президиума ВС СССР о переселении немцев, проживающих в районах Поволжья. Немецкое население было депортировано. После ликвидации АССР немцев Поволжья село, как и другие населённые пункты Краснокутского кантона, было включено в состав Саратовской области, переименовано в село Репное.

## Население
Динамика численности населения по годам:
| 1859 | 1872 | 1883 | 1889 | 1897 | 1905 | 1910 | 1920 | 1922 | 1926 | 1931 | 1987 | 2002 |
| ---- | ---- | ---- | ---- | ---- | ---- | ---- | ---- | ---- | ---- | ---- | ---- | ---- |
| 434  | 674  | 890  | 1012 | 1350 | 1753 | 1938 | 1647 | 1194 | 1031 | 1256 | ≈320 | 437  |

| 2002 | 2010 |
| ---- | ---- |
| 435  | ↘360 |

Национальный состав
Согласно результатам переписи 2002 года большинство населения составляли русские (48 %) и казахи (36 %). В 1931 году немцы составляли свыше 98 % населения села (1240 из 1256).